# STRA8
STRA8 (англ. Stimulated by retinoic acid 8) – білок, який кодується однойменним геном, розташованим у людей на 7-й хромосомі. Довжина поліпептидного ланцюга білка становить 330 амінокислот, а молекулярна маса — 36 908.
| 10         |  | 20         |  | 30         |  | 40         |  | 50         |
| ---------- |  | ---------- |  | ---------- |  | ---------- |  | ---------- |
| MGKIDVDKIL |  | FFNQEIRLWQ |  | LIMATPEENS |  | NPHDRATPQL |  | PAQLQELEHR |
| VARRRLSQAR |  | HRATLAALFN |  | NLRKTVYSQS |  | DLIASKWQVL |  | NKAKSHIPEL |
| EQTLDNLLKL |  | KASFNLEDGH |  | ASSLEEVKKE |  | YASMYSGNDS |  | FPQNGSSPWY |
| LNFYKQTMDL |  | LTGSGIITPQ |  | EAALPIVSAA |  | ISHLWQNLSE |  | ERKASLRQAW |
| AQKHRGPATL |  | AEACREPACA |  | EGSVKDSGVD |  | SQGASCSLVS |  | TPEEILFEDA |
| FDVASFLDKS |  | EVPSTSSSSS |  | VLASCNPENP |  | EEKFQLYMQI |  | INFFKGLSCA |
| NTQVKQEASF |  | PVDEEMIMLQ |  | CTETFDDEDL |  |            |  |            |

A: Аланін

C: Цистеїн

D: Аспарагінова кислота

E: Глутамінова кислота

F: Фенілаланін

G: Гліцин

H: Гістидин

I: Ізолейцин

K: Лізин

L: Лейцин

M: Метіонін

N: Аспарагін

P: Пролін

Q: Глутамін

R: Аргінін

S: Серин

T: Треонін

V: Валін

W: Триптофан

Кодований геном білок за функцією належить до фосфопротеїнів. 
Задіяний у таких біологічних процесах, як транскрипція, регуляція транскрипції, реплікація ДНК, диференціація клітин, сперматогенез, мейоз. 
Локалізований у цитоплазмі, ядрі.